# Byrrhus pilula
Byrrhus pilula är en skalbaggsart som beskrevs av Carl von Linné 1758. Byrrhus pilula ingår i släktet Byrrhus och familjen kulbaggar. Arten är reproducerande i Sverige. Inga underarter finns listade i Catalogue of Life.

## Bildgalleri

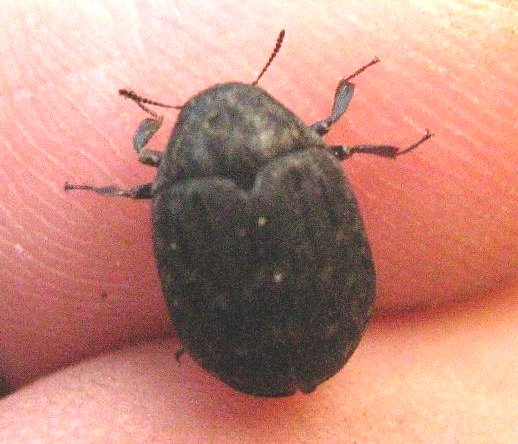
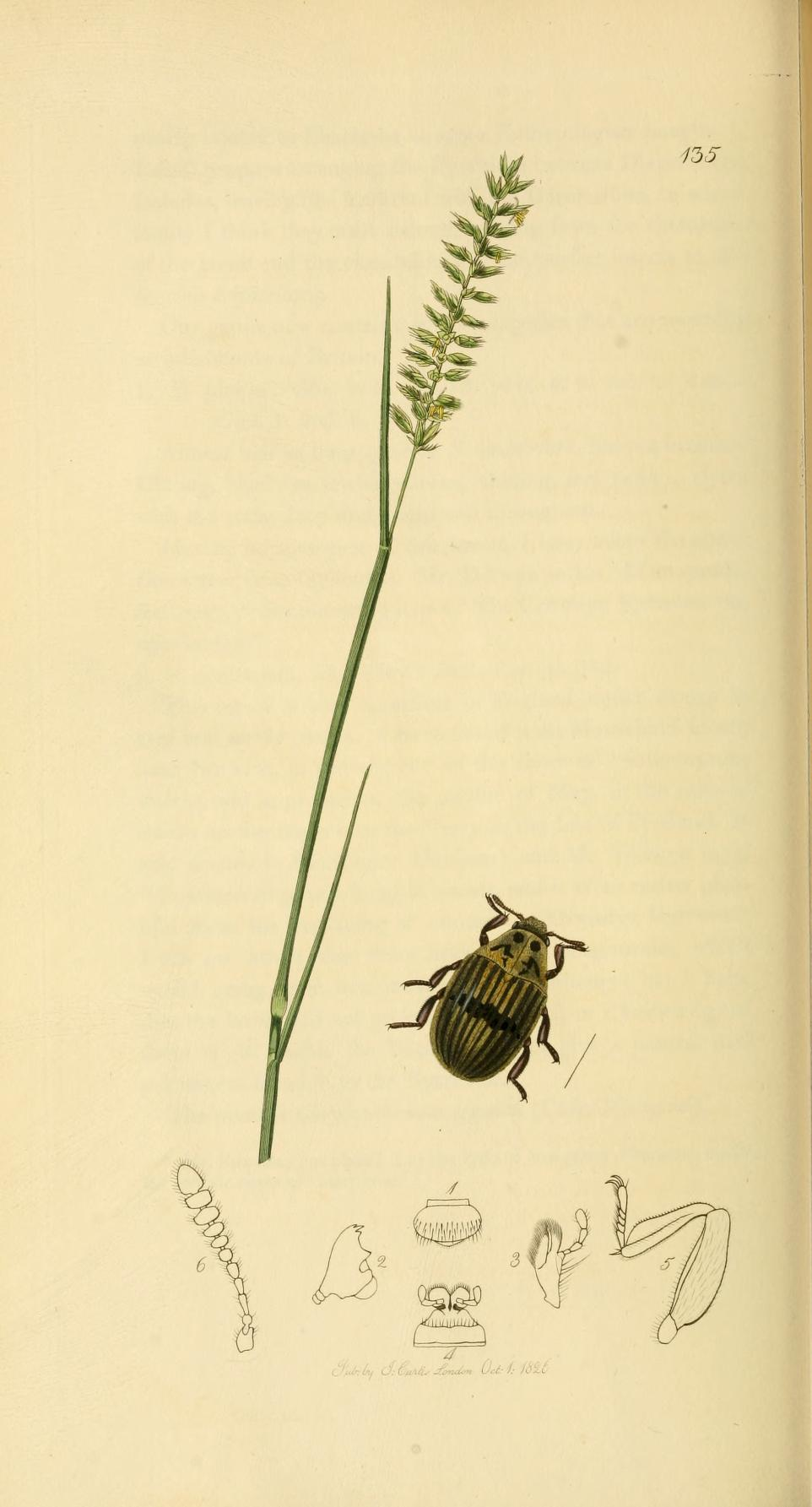
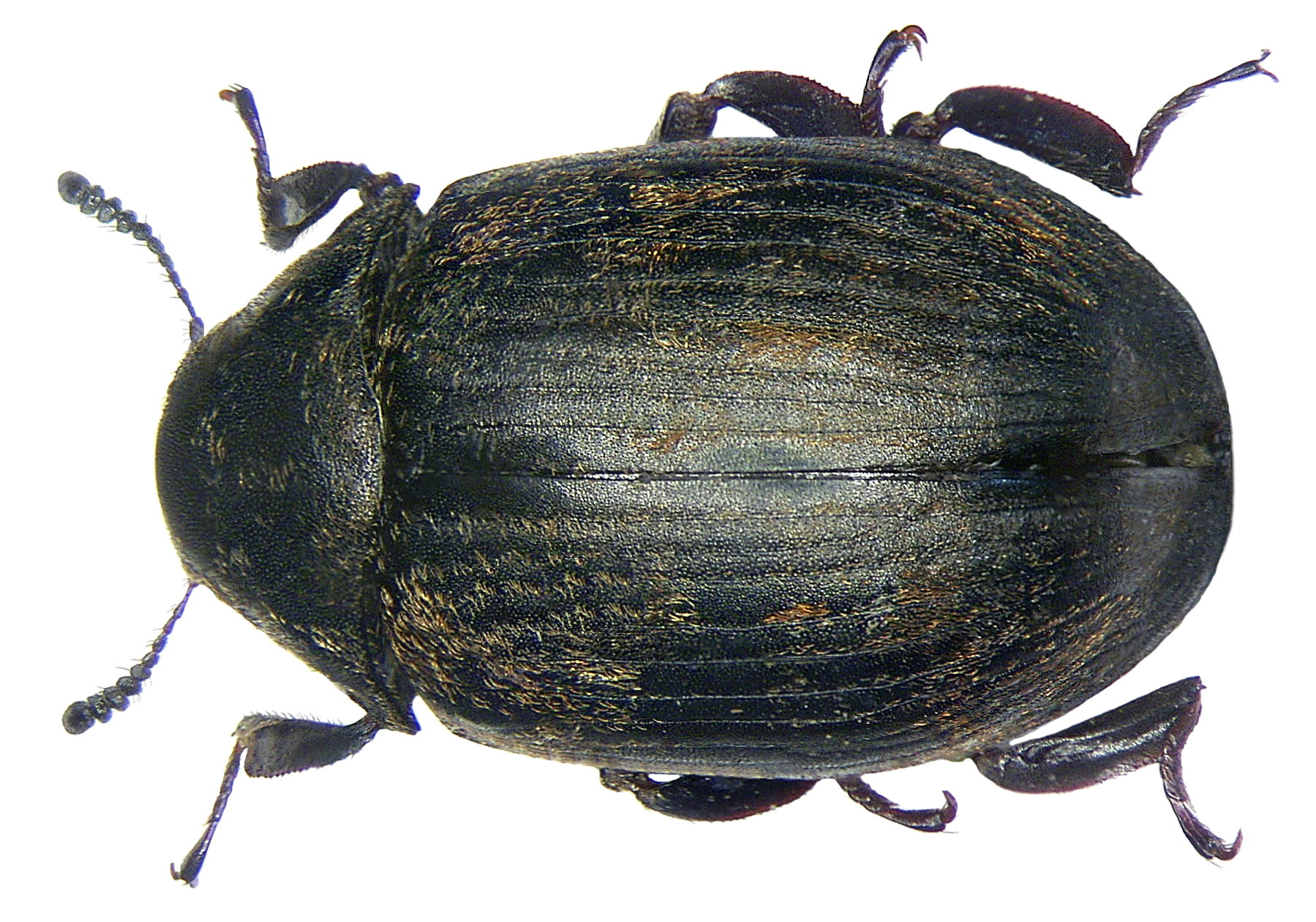
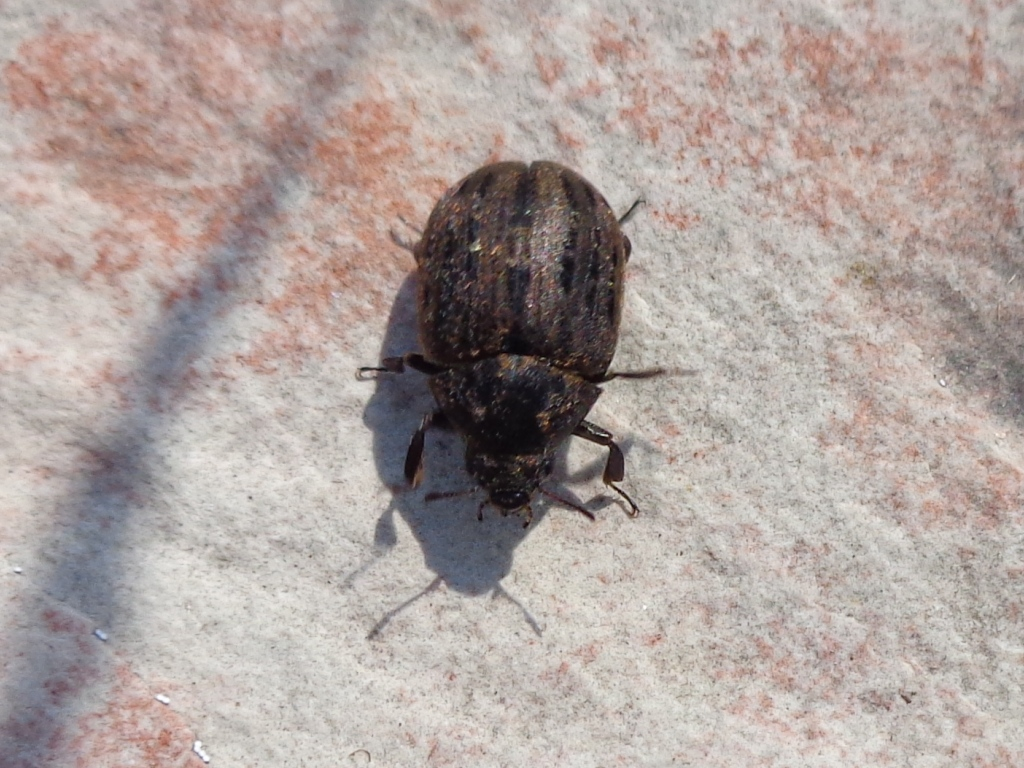
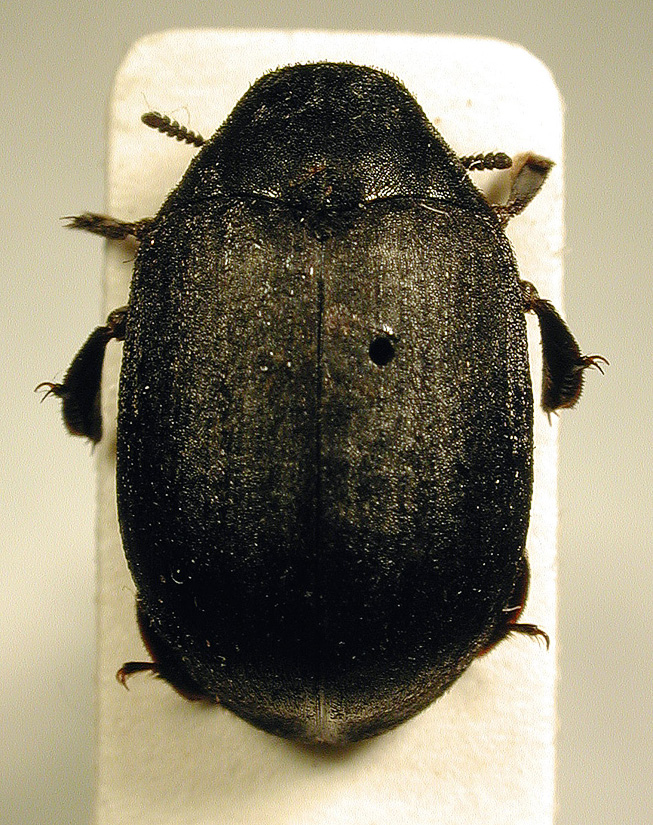
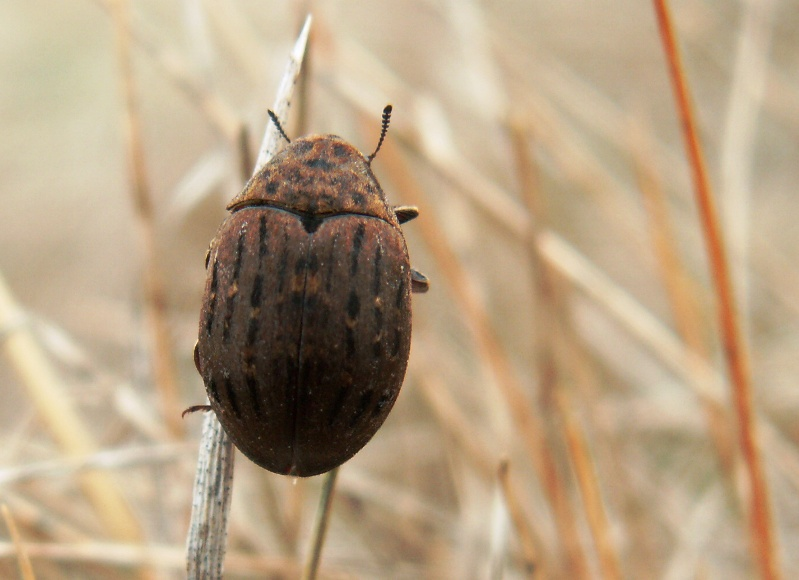